# Hugh Oakeley Arnold-Forster
Hugh Oakeley Arnold-Forster, plus souvent désigné H. O. Arnold-Forster, (né le 19 août 1855 à Dawlish (Devon) et mort le 12 mars 1909 à Londres) est un homme politique et écrivain britannique. Il est secrétaire d'État à la Guerre en 1903-1905.

## Biographie
H. O. Arnold-Forster est le petit-fils de Thomas Arnold. Sa mère meurt à Kangra où son père, William Delafield Arnold, est en poste. Lorsque ce dernier meurt en 1859, Oakeley, comme l'appelait sa famille, est adopté par son oncle maternel William Edward Forster (à l'origine de la grande réforme de l'éducation britannique en 1870). Il est aussi le neveu de Matthew Arnold, le cousin de l'architecte Francis Cranmer Penrose, des écrivains Mary Augusta Ward, G. M. Trevelyan et Aldous Huxley, et donc des scientifiques Thomas Henry Huxley et Julian Huxley.
Après ses études à Rugby (dont son grand-père a été un des plus grands principaux) puis au University College (Oxford), il devient avocat en 1879. En 1885, il rejoint la maison d'édition Cassells où il écrit des manuels scolaires.
Après avoir été secrétaire particulier de son oncle lorsque celui-ci est secrétaire en chef pour l'Irlande, il entre en politique, devenant secrétaire de l'Imperial Federation League en 1884. Il est élu à la Chambre des communes pour les unionistes (opposés au Home Rule) pour Belfast (1892-1906) puis Croydon (1906-1909). Il devient membre du gouvernement dès 1900, d'abord à l'Amirauté puis à la Guerre. Il entre au Conseil privé en 1903.
Il est considéré comme à l'origine de la campagne d'opinion « The Truth About the Navy » de la Pall Mall Gazette de W. T. Stead en 1884.
En 1885, il épouse la fille d'un professeur de minéralogie d'Oxford, Mary Lucy Story-Maskelyne (1861-1951) avec qui il a quatre fils.
Fragile du cœur, il a du mal à se remettre du grand tremblement de terre de Jamaïque de 1907 qu'il subit alors qu'il venait participer à une conférence. Il meurt deux ans plus tard d'une crise cardiaque à son domicile de South Kensington. Il est enterré dans la paroisse d'où est originaire son épouse : Wroughton (Wiltshire).

## Sources
- (en) JR. T. Shannon, « Forster, Hugh Oakeley Arnold- (1855–1909) », Oxford Dictionary of National Biography,‎ mai 2009 (lire en ligne)